# Dream (canción de P. Lion)
«Dream» es una canción del género Italo disco compuesta e interpretada por el músico italiano P. Lion, que apareció por primera vez en el álbum debut Springtime (1984). Producida por David Zambelli y publicada bajo la compañía discográfica Carrère Records, el tema fue otro golpe de fama para el músico, quien venía previamiente de disfrutar del éxito con «Happy Children». Por su parte «Dream», a pesar de no recibir muy buena acogida, alcanzó el top 30 de la lista de Alemania (n°24) y Francia (n°25) por trece y nueve semanas respectivamente. Esto lo convirtió en el segundo éxito de la carrera de P. Lion.

## Lista de canciones
Sencillo de siete pulgadas (7")
1. «Dream» – 4:06
2. «Dream (Instrumental)» – 4:12

Sencillo de doce pulgadas (12")
1. «Dream (Vocal)» – 5:50
2. «Dream (Instrumental)» – 5:35

## Posicionamiento
| Alemania | German Singles Chart | 24 |
| Francia  | French Singles Chart | 25 |